# U-Bahnhof Letňany
Letňany (tschech. Aussprache [ˈlɛtɲanɪ]) ist die am 8. Mai 2008 in Betrieb genommene nördliche Endstation der Prager U-Bahn-Linie C im gleichnamigen Stadtteil.
Die von den Architekten Miroslav Mroczek und Eliška Bačuvčíková entworfene Station hat einen Mittelbahnsteig und liegt in 10,3 m Tiefe. Nordöstlich der Station liegt der Flugplatz Prag-Letňany.
Die Station ist barrierefrei zugänglich. Es bestehen Anschlüsse an städtische Buslinien sowie Park-and-Ride-Plätze.